# ナンブアザミ
ナンブアザミ（南部薊、学名 Cirsium nipponicum）はキク科アザミ属の多年草。

## 特徴

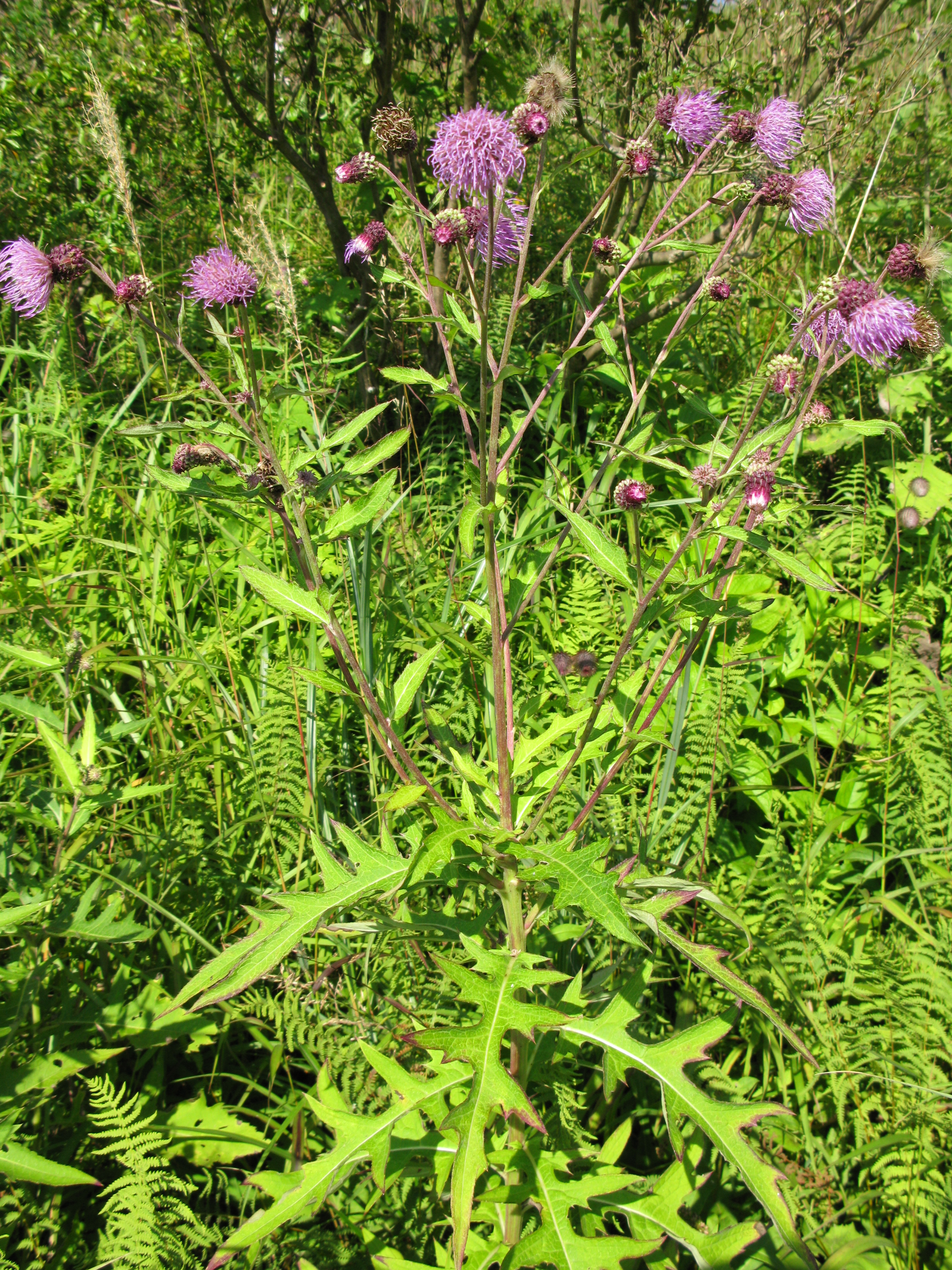
葉の基部は茎を抱かない

茎の高さは1-2メートルになる。花期は8-10月頃で、やや上からやや下向きに花をつる。花（頭状花序）は筒状花のみで構成されており、花の色は紫色である。総苞は粘らない。葉の基部は茎を抱かず、花期には根生葉は残っていない。

## 分布と生育環境
アザミ属は、分布域が比較的広いものと極端に狭い地域固有種がある。ナンブアザミの分布域は比較的広く、本州中部以北の山地の林縁や草原に普通に見られる。

## 変種
- イガアザミ C. n. var. comosum
- トネアザミ（タイアザミ） C. n. var. incomptum
- シコクアザミ C. n. var. shikokianum
- ヨシノアザミ C. n. var. yoshinoi